# Ковыльный (Волгоградская область)
Ковыльный — хутор в Ленинском районе Волгоградской области России. Входит в состав Коммунаровского сельского поселения.

## География
Хутор находится в юго-восточной части Волгоградской области, в степной зоне, на расстоянии примерно 13 километров (по прямой) к северо-востоку от города Ленинск, административного центра района. Абсолютная высота — 18 метров над уровнем моря.

Климат классифицируется как влажный континентальный с тёплым летом (согласно классификации климатов Кёппена — Dfa).
Часовой пояс
Хутор Ковыльный, как и вся Волгоградская область, находится в часовой зоне МСК (московское время). Смещение применяемого времени относительно UTC составляет +3:00.

## Население
| 2010 |
| ---- |
| 75   |

Гендерный состав
По данным Всероссийской переписи населения 2010 года в гендерной структуре населения мужчины составляли 56 %, женщины — соответственно 44 %.
Национальный состав
Согласно результатам переписи 2002 года, в национальной структуре населения русские составляли 39 %, казахи — 35 %.

## Улицы
Уличная сеть хутора состоит из четырёх улиц.